# Kanton Simón Bolívar
Der Kanton Simón Bolívar befindet sich in der Provinz Guayas im zentralen Westen von Ecuador. Er besitzt eine Fläche von 291,9 km². Im Jahr 2020 lag die Einwohnerzahl schätzungsweise bei 32.220. Verwaltungssitz des Kantons ist die Kleinstadt Simón Bolívar mit 7300 Einwohnern (Stand 2010).

## Lage
Der Kanton Simón Bolívar liegt im Tiefland nordöstlich von Guayaquil. Der Río Los Amarillos durchquert den westlichen Teil des Kantons in nordwestlicher Richtung. Der Río Chilintomo begrenzt den Kanton im Nordosten.
Der Kanton Simón Bolívar grenzt im Südosten an den Kanton General Antonio Elizalde, im Süden an den Kanton Naranjito, im Westen an den Kanton Milagro, im Nordwesten an den Kanton Jujan sowie im Nordosten an den Kanton Babahoyo der Provinz Los Ríos.

## Verwaltungsgliederung
Der Kanton Simón Bolívar ist in die Parroquia urbana („städtisches Kirchspiel“)
- Simón Bolívar

und in die Parroquia rural („ländliches Kirchspiel“)
- Coronel Lorenzo de Garaicoa (Pedregal)

gegliedert.

## Geschichte
Das Gebiet wurde am 27. Mai 1991 (Registro Oficial N° 691) aus dem Kanton San Jacinto de Yaguachi herausgelöst und ist seither ein eigenständiger Kanton. Namensgeber des Kantons und dessen Hauptorts war Simón Bolívar, ein südamerikanischer Unabhängigkeitskämpfer.